# Austrosimulium unicorne
Austrosimulium unicorne är en tvåvingeart som beskrevs av Lionel Jack Dumbleton 1973. Austrosimulium unicorne ingår i släktet Austrosimulium och familjen knott. Inga underarter finns listade i Catalogue of Life.